# Loge brachiale postérieure
La loge brachiale postérieure (ou loge postérieure du bras) est un compartiment ostéo-aponévrotique formant la région postérieure du bras.

## Description
La loge brachiale postérieure est située en arrière de l'humérus et est limitée latéralement par les septums intermusculaires médial et latéral du bras et en arrière par le fascia brachial.
Pour simplifier, la loge brachiale postérieure comprend les muscles extenseurs du coude.
La nomenclature anatomique TA2 retient le muscle triceps brachial composé de trois chefs et le muscle articulaire du coude.
Le muscle anconé ne fait pas partie de la loge brachiale postérieure, mais certains auteurs le rattachent au muscle triceps. 
Ces muscles sont innervés par le nerf radial et vascularisés par l'artère profonde du bras.